# 1992 Galvarino
Galvarino (asteroide 1992) é um asteroide da cintura principal, a 2,8685755 UA. Possui uma excentricidade de 0,0422146 e um período orbital de 1 893,17 dias (5,19 anos).
Galvarino tem uma velocidade orbital média de 17,21050822 km/s e uma inclinação de 10,55747º.
Este asteroide foi descoberto em 18 de Julho de 1968 por Carlos Torres.